# MARC Train
MARC (förkortning för: Maryland Area Rail Commuter) är ett pendeltågsnät med tre linjer i Maryland som samtliga utgår från Union Station i Washington, D.C. samt med en linje som går till West Virginia.
MARC ingår taxemässigt som en del av trafiknätet tillhörande Maryland Transit Administration (MTA), som är en del av delstaten Marylands transportdepartement. Trafiken bedrivs på entreprenad av Alstom och Amtrak samt körs på spår som ägs av CSX Transportation och Amtrak.

## Linjenät
Av de tre linjerna är Penn Line den enda som är elektrifierad och tågen på den linjen har en topphastighet på 201 km/h (125 mph).
Camden Line körs på en sträcka som ursprungligen tillhörde Baltimore and Ohio Railroad (B & O), byggdes 1830 och är både den första och äldsta sträckan med persontågstrafik i USA.
| Linje          | Linjesträckning | Linjelängd | Antal stationer | Trafikering | Not         |
| -------------- | --- | ---------- | --------------- | ----------- | ----------- |
| Brunswick Line | Union Station i Washington, D.C. – Dickerson, Maryland – Martinsburg, West Virginia (samt gren från Dickerson till Frederick, Maryland) | 119 km     | 19              | Vardagar    | [ 1 ] [ 2 ] |
| Camden Line    | Union Station i Washington, D.C. – College Park, Maryland – Baltimore Camden Station                                                    | 63 km      | 12              | Vardagar    | [ 1 ] [ 2 ] |
| Penn Line      | Union Station i Washington, D.C. – Baltimore/Washington International Airport – Baltimore Penn Station – Perryville, Maryland           | 124 km     | 13              | Daglig      | [ 1 ] [ 2 ] |